# Курманаєвська сільська рада
Курмана́євська сільська рада (рос. Курманаевский сельский совет) — сільське поселення у складі Курманаєвського району Оренбурзької області Росії.
Адміністративний центр — село Курманаєвка.

## Населення
Населення — 4439 осіб (2019; 4466 в 2010, 4741 у 2002).

## Склад
До складу сільської ради входять:
| Населений пункт   | Населення, осіб (2002) | Населення, осіб (2010) |
| ----------------- | ---------------------- | ---------------------- |
| Курманаєвка, село | 4577                   | 4313                   |
| Петровка, село    | 164                    | 153                    |